# 北一ヴェネツィア美術館
北一ヴェネツィア美術館（きたいちヴェネツィアびじゅつかん）とは北海道小樽市堺町にある美術館。

## 概要
1988年設立。イタリア・ヴェネツィアの中世の宮殿を再現した美術館で、ヴェネツィアの文化及び価値が高まっているヴェネツィアガラスの優れた作品の保存・展示・紹介を行っている。特にヴェネツィアガラスに関しては小樽市がガラスの町と言われていることもあり1000年以上歴史を持つ多彩なジャンルなものが3000点以上展示されている。またイタリア製ドレスでの記念撮影やダイアナ妃が実際に乗ったゴンドラの展示などもポイントの一つである。
美術館の外装はグラッシィ宮殿をモデルに建てられており、内装も18世紀の貴族による暮らしを基にすべてヴェネツィア風にしている。
2021年12月に公開された映画『ARIA The BENEDIZIONE』に登場する施設「水先案内人ミュージアム」は北一ヴェネツィア美術館がモチーフとなっている。

## アクセス
- JR小樽駅より徒歩20分[2]

- JR南小樽駅より徒歩10分[2]

- 小樽散策バス北一硝子前下車徒歩1分[2]